# Jiří Černý (hudební kritik)
Jiří Černý (25. února 1936 Praha – 17. srpna 2023 Praha) byl český hudební kritik. Pořádal kontaktní klubové poslechové pořady (zvané Antidiskotéky či Ro(c)kování).

## Život

### Dětství a mládí
Narodil se 25. února 1936 jako nemanželské dítě krejčího Antonína Krejčího (1889–1973) a dámské krejčové Milady, roz. Papežové (1904–1998), tehdy provdané za uměleckého zámečníka Pavla Černého.
Od dětství se zajímal o historii a aktivně sportoval. Závodně hrál stolní tenis, v lukostřelbě byl v roce 1950 druhý na mistrovství ČSR dorostu. Až do vyššího věku hrál basketbal a házenou, celý život byl aktivním běžcem a cyklistou. 
Na základní škole vydával vlastní třídní časopis Lev. 
Odmítnutí vstupu do Pionýra se spolu s kádrovým profilem rodičů (soukromí živnostníci, sokolové) podepsalo na jeho následném nedoporučení ke studiu na gymnáziu. V roce 1955 tedy odmaturoval na stavební průmyslovce. 
Posléze vystudoval žurnalistiku a češtinu na Filosofické fakultě Univerzity Karlovy v Praze. Jeho spolužákem zde byl například Jiří Dienstbier. V tanečních kurzech se seznámil s Václavem Havlem. S oběma zůstali celoživotními přáteli.
Během studií přispíval do novin jako sportovní novinář (Lidová demokracie – první článek již v roce 1952, Československý sport – od roku 1958, Mladá fronta, Czechoslovak Sport). 
Hudebně vyrůstal s národními písněmi a byl nadšeným operním fanouškem. Soukromě zkoušel studovat operní zpěv, ale sebekriticky toho zanechal. Jako nadšený "bidýlkář" pravidelně navštěvoval operní představení a po jednom z nich se seznámil s Karlem Bermanem, s nímž pak zůstali celoživotními přáteli.
Prvním jeho kritickým počinem v oblasti hudby byla recenze operního koncertu v roce 1956 ve Večerní Praze.
V říjnu 1958 se poprvé oženil se spolužačkou z vysoké školy Miroslavou, roz. Filipovou (1934–2011).

### 60. léta
V květnu 1960 referoval do Československého sportu o etapách Závodu míru. Krátce poté z redakce odešel, vedl odborný měsíčník Cyklistika a na začátku roku 1961 nastoupil jako vedoucí kulturní rubriky týdeníku Mladý svět. 
Od srpna 1961 do července 1963 absolvoval v Příbrami základní vojenskou službu. 
Po návratu do Mladého světa se zaměřil na psaní o aktuální moderní populární hudbě a stal se čelným zastáncem a propagátorem tuzemského bigbítu.
Souběžně externě spolupracoval s časopisy Repertoár malé scény, Svět v obrazech a Hudba pro radost.
Již od roku 1964 byl v nemilosti u nadřízených (ÚV ČSM), jimž v kulturní rubrice Mladého světa vadila Černého přílišná popularizace především bigbítových zpěváků a hudebníků. Nakonec dostal v lednu 1965 z Mladého světa z ideologických důvodů výpověď a začal se živit jako publicista na volné noze (do Mladého světa do roku 1969 přispíval externě). 
Od roku 1964 psal pravidelně do měsíčníku Melodie.
Rovněž v roce 1964 začal spolupracovat s Československým rozhlasem. Zde připravoval a uváděl hudební pořady. S první manželkou Miroslavou uváděli fakticky první československou hitparádu Dvanáct na houpačce (1964–1966), později Třináct na houpačce (1966–1968), resp. Čtrnáct na houpačce (1968–1969). Hitparáda byla rozdělena na zahraniční a tuzemskou část. 
Oba autoři přísně dbali na zařazování písní nikoli dle jejich popularity, ale dle svého osobního vkusu. Prezentovali zde rovněž amatérské nahrávky.
Černý samostatně připravoval monotematický rozhlasový pořad Desky načerno (1967); šlo o tři dvacetiminutové vstupy během jednoho týdne.
V listopadu 1964 odevzdal Jiří Černý rukopis knihy s pracovním názvem Vzpoura zpěváků. Vzhledem k následné výpovědi z Mladého světa odmítlo svazácké vydavatelství Mladá fronta objednanou knihu vydat. Zájem vzápětí projevil Československý spisovatel, Černý knihu aktualizoval a 26 profilů tuzemských zpěváků (např. Ljuba Hermanová, Eva Olmerová, Waldemar Matuška, Hana Hegerová, Jiří Suchý, Václav Neckář, Marta Kubišová aj.) pod názvem Zpěváci bez konzervatoře vyšlo na podzim 1966.
Dále s manželkou Miroslavou napsal a v lednu 1965 odevzdal knihu o Beatles s názvem Poplach kolem Beatles. Vinou průtahů ve výrobě vyšla kniha až v listopadu 1966, kdy byla vzhledem k enormně rychlému rozvoji tvorby Beatles (v mezidobí vydaná alba Help!, Rubber Soul a Revolver) již neaktuální. Přesto se jedná o vůbec první knihu o Beatles mimo anglosaský svět.
Od druhé poloviny 60. let spolupracoval s hudebními vydavatelstvími Supraphon a Panton. 
Pro Supraphon sestavil a doprovodil sleeve–notem antologie ze zahraničních LP desek Songy Boba Dylana (1968) a Simon and Garfunkel (1969), sleeve–note připravil i pro licenční vydání A Collection of Beatles Oldies But Goldies (1969).
Pro Panton již krátce po srpnu 1968 sestavil a navrhl k vydání první album Karla Kryla Bratříčku, zavírej vrátka.
Houpačka byla začátkem dubna 1969 z politických důvodů zastavena (vítězství písně Karla Kryla, puštění písně Běž domů, Ivane) a Jiří Černý nesměl až do roku 1989 s Československým rozhlasem spolupracovat.
V roce 1969 vyšla druhá společná kniha manželů Černých Hvězdy světových mikrofonů s 25 profily interpretů populárních na Západě před příchodem Beatles (Frank Sinatra, Nat King Cole, Sammy Davis mladší, Édith Piaf, Elvis Presley, Buddy Holly, Chuck Berry, The Everly Brothers aj.). Připravovaný následující díl (21 profilů – The Beatles, Bob Dylan, The Rolling Stones, The Supremes, Donovan, Otis Redding, The Monkees aj.) již nebyl v intencích normalizovaného vydavatelství a kniha, odevzdaná do nakladatelství v červnu 1970, byla na příkaz z vyšších míst definitivně vyřazena z plánu.

### 70. léta
Po vyhazovu z Československého rozhlasu byl zaměstnán jako korektor v tiskárně Mír (1971–1973) a jako pedagog na Lidové škole umění v Praze 2 (1973–1977).
Od roku 1971 zároveň pravidelně pořádal v mnoha městech v Československu poslechové pořady s názvem Antidiskotéka, na kterých jako DJ pouštěl různé nahrávky bez ohledu na jejich komerční potenciál, ale vždy s přihlédnutím k vysoké vkusové náročnosti a pestrosti žánrového výběru. Antidiskotéky byly pořádány většinou v mládežnických a vysokoškolských klubech.
Při Antidiskotékách nezřídka zazněly i během normalizace standardně nedostupné nahrávky nejen západních interpretů, ale i zakázaných interpretů (Marta Kubišová) či emigrantů (Karel Kryl, Vlastimil Třešňák, Jaroslav Hutka).
I za normalizace externě přispíval do hudebních časopisů, kdy napsal nesčetně článků o rockových a popových skupinách. Největší dosah mělo Černého psaní v Melodii, kde byl jedním z nejtištěnějších autorů. Vedle monotematických článků také až do roku 1975 hodnotil každý měsíc nové singlové nahrávky. 
Své příspěvky vždy psal bohatě obrazným, ale srozumitelným jazykem, opíraje se o rozsáhlé znalosti z oblasti moderní populární hudby, jazzu i hudby vážné. Svými články významně ovlivňoval čtenářský vkus.
Pro Supraphon sestavil a doprovodil sleeve–notem antologie ze zahraničních LP desek Four Tops (1972), Jacques Brel (1972) a Charles Aznavour (1974); sleeve–note připravil i pro licenční vydání alb Wheels of Fire (Cream) a Bridge Over Troubled Water (Simon and Garfunkel) (obě 1970), Joni Mitchell Blue (1973) a Peter, Paul and Mary (1979). 
V roce 1976 byl autorem textu na obalu debutové LP desky Vladimíra Mišíka.
Rovněž v roce 1976 vypracoval odborný posudek pro účely obhajoby v procesu se skupinou The Plastic People of the Universe, v němž kladně srovnával hudební produkci Plastiků a DG 307 s dřívějšími uměleckými tendencemi československé kultury.
Po rozvodu s první manželkou Miroslavou (1974) se v roce 1976 oženil s kunsthistoričkou Jitkou Severovou, dcerou sochaře Jindřicha Severy. 12. ledna 1977 se jim narodila dcera Kateřina.
V březnu 1977, měsíc poté, co během Antidiskotéky reagoval na otázku týkající se Anticharty vtipem, který přítomný příslušník StB ohlásil svým nadřízeným, dostal z LŠU výpověď. 
Do konce roku 1977 pak nesměl publikovat ani pořádat poslechové pořady – některé články v Melodii tedy zaštítili svým jménem jeho kolegové, zákaz pořádání Antidiskoték se někteří pořadatelé odvážili porušit. I z toho důvodu při reedici debutu Vladimíra Mišíka byl Černého text z obalu vypuštěn a zůstalo tam viditelně prázdné místo.
V září 1978 spolupořádal pětidenní poslechový pořad Festival V + W v pražském hostinci Za Větrem, během něhož telefonoval do New Yorku Jiřímu Voskovcovi.

### 80. léta
V 80. letech úzce spolupracoval s později zakázanou Sekcí mladé hudby Svazu hudebníků (časopis Kruh). Byl jedním z lektorů kursů hudební publicistiky, které Sekce pořádala. Sekce byla v tu dobu zároveň zřizovatelem Černého Antidiskoték.
Několikrát uváděl hudební akce (Folkový kolotoč v Porubě, Valašský špalíček), od roku 1981 se účastnil jako denní přispěvatel festivalu Porta, kde byl i členem poroty.
V roce 1983 patřil mezi přispěvatele, kteří ukončili spolupráci s časopisem Melodie poté, co byla rozmetána její redakce pod vedením Stanislava Titzla a nahrazena nomenklaturně dosazenými redaktory. Jiří Černý poté spolupracoval s časopisem Gramorevue a do Melodie se vrátil až v roce 1988.
Na podzim 1985 připravil pro Junior klub Na Chmelnici pětidílný poslechový pořad o skupině Beatles.
K 50. narozeninám Jiřího Černého uspořádal hudební publicista Jan Rejžek sborník pod názvem Když se řekne Jiří Černý, do něhož přispěli Černého přátelé a kolegové, a Rejžek s Černého přítelem Josefem Bajerem nahráli speciální audiokazetu se zvláštním televizním vysíláním věnovaným Černého narozeninám.
V letech 1986 a 1987 připravil sleeve-note pro třetí album Vladimíra Mišíka a licenční vydání House of Blue Lights od Deep Purple. Autorsky se spolupodílel na tvorbě hesel do Encyklopedie jazzu a moderní populární hudby – část zahraniční.
V únoru 1987 během poslechových pořadů opět uspořádal Festival V + W, tentokrát v Junior klubu Na Chmelnici.
Na jaře 1989 vypukl mezi Jiřím Černým a jeho první manželkou spor o uznání jejího autorského podílu na připravované knize Hvězdy tehdejších hitparád (šlo o mírně upravený a především aktualizovaný rukopis nevydané knihy z roku 1970). Kniha byla vydána ve vydavatelství Panton v červnu 1989 a jako autor byl uveden pouze Jiří Černý.
V listopadu 1989 se účastnil zakládání Občanského fóra a moderoval některé protestní demonstrace.

### 90. léta
Na jaře 1990 spoluzakládal hudební časopis Rock & Pop a do roku 1992 zastával místo jeho šéfredaktora a předsedy správní rady. Po odchodu z této pozice byl opět ve svobodném povolání jako nezávislý publicista a vrátil se k pořádání svých pravidelných poslechových pořadů, tentokrát častěji pod názvem Ro(c)kování. V nabídkovém listu uváděl i tematicky zaměřené pořady.
Práce v Rock & Popu a probíhající spor s první manželkou vedl k tomu, že Jiří Černý odmítl nabízenou pozici ministra kultury ve vládě Petra Pitharta. Spor se nakonec táhl až do roku 1995 a byl hojně medializován. V občanskoprávním řízení nakonec zvítězila žalující strana; soud rozhodl o spoluautorství Miroslavy Filipové–Černé a přiznal jí nárok na polovinu honoráře.
V roce 1990 obdržel za svou práci cenu Českého hudebního fondu a Zlatou Portu.
Po sametové revoluci se mohl vrátit zpět do Česk(oslovensk)ého rozhlasu: pravidelně uváděl vlastní pořady na rozhlasové stanici Praha – Samomluvy s hudbou (1991–2006), kulturně-politické komentáře Načerno (1994–2000), Libeček Jiřího Černého aneb Chutě hudebního kritika (2001–2007).
V první polovině 90. let rovněž spolupracoval i se soukromými rozhlasovými stanicemi Rádio Collegium (1992 – hodinové profily operních zpěváků), Rádio Echo (1994–1995) a Rádio Publikum (1994–1995 – hodinové Antidiskotéky).
V roce 1995 spolukonferoval ve Washingtonu český program na Festival of American Folklife.
V březnu 1998 byl hostem rozhlasového pořadu Host do domu, kde byl moderátorem Otakarem Svobodou dotázán na spor ohledně spoluautorství knihy Hvězdy tehdejších hitparád. V návaznosti na to s ním ukončil tehdejší generální ředitel Českého rozhlasu Vlastimil Ježek spolupráci s odůvodněním zneužití veřejnoprávního vysílání. Po protestech známých osobností (Jiří Stivín, Pavel Bobek, Vladimír Merta, Vlastimil Třešňák, Petr Skoumal, Petar Zapletal, Jiří Dědeček, Jaroslav Hutka, Jiří Tichota a další), z nichž někteří pohrozili ukončením vlastní spolupráce s rozhlasem, bylo Ježkovo rozhodnutí Radou ČRo po několika dnech zrušeno.
V letech 1998–2003 připravoval kulturní příspěvky do pořadu Dobré ráno České televize.

### Po roce 2000
Kulturní příspěvky pravidelně publikoval v Mladé frontě DNES a Reflexu. Od dubna 2004 do února 2007 psal komentáře a články do Lidových novin. Poté psal sloupky pro Hospodářské noviny. Dále hojně spolupracoval s Folk & Country, Divadelními novinami a dvouměsíčníkem Svět a divadlo.
Od roku 2000 byl konferenciérem řevnického festivalu Blues v lese. V září 2000 moderoval třídenní festival WOMAD, který se konal na Letenské pláni.
Počínaje rokem 2005 začal uvádět v ČRo půlhodinový vzpomínkový pořad Klub osamělých srdcí seržanta Pepře, v němž přinášel většinou osobní vzpomínky.
V roce 2006 vyšel ve vydavatelství Galén rozsáhlý knižní rozhovor Kritik bez konzervatoře, který s Černým vedl kolega hudební publicista Jaroslav Riedel.

### Po roce 2010
V roce 2010 vyšly knižně vybrané Černého novinové a časopisecké komentáře z let 2001-2008 pod názvem Určitá míra facky.
U příležitosti jeho 75. narozenin vydal Galén sborník Po stopách Velkého Mokasína, který sestavil Vojtěch Lindaur a přispělo do něj 84 osobností (např. Pavel Bobek, Marek Brodský, Jan Burian, Honza Dědek, Lubomír Dorůžka, Karel Gott, Václav Havel, Radim Hladík, Čestmír Klos, Jan Rejžek, Petr Skoumal, Josef Škvorecký, Marián Varga a další). Součástí je i CD s kompletním záznamem "vysílání" ze sborníku z roku 1986 a nová píseň Vladimíra Merty.
23. prosince 2011 uváděl koncert Pocta Václavu Havlovi v pražské Lucerně.
V lednu 2013 bylo vedením ČRo dočasně pozastaveno vysílání Klubu osamělých srdcí seržanta Pepře poté, co Jiří Černý podpořil v předvolebním klipu prezidentského kandidáta Karla Schwarzenberga. Černý tím údajně porušil kodex, který zakazuje redaktorům ČRo politické angažování. Černý namítl, že coby externista nevidí důvod, proč by se při své mimorozhlasové veřejné práci nemohl zúčastnit předvolební kampaně.
V roce 2013 získal státní cenu Ministerstva kultury za přínos v oblasti hudby a ve stejném roce i ocenění OSA za propagaci a šíření české hudby.
Rozhlasový Klub osamělých srdcí seržanta Pepře byl od ledna 2014 prodloužen na dvojnásobnou délku jedné hodiny, čímž přibylo i Černého vzpomínkových projevů.
Počínaje rokem 2014 začalo vydavatelství Galén uvádět knižní svazky Černého publicistických příspěvků od 50. let do současnosti pod názvem Jiří Černý... na bílém.
Ke konci roku 2018 byl rozhodnutím vedení ČRo ukončen pořad Klub osamělých srdcí seržanta Pepře (po celkem 13 letech a 551 dílech) k poslednímu dni roku 2018 a autorovi nebyla nadále prodloužena externí smlouva. V reakci na opětovné vyhození Jiřího Černého z ČRo se vzedmula značná vlna protestů jak ze strany veřejnosti, tak i některých komentátorů, kteří za rozhodnutím ředitele ČRo Reného Zavorala viděli politické důvody.
Internetovou petici „Za návrat Jiřího Černého do Českého rozhlasu 2 a obnovení pořadu Klub osamělých srdcí Sgt. Pepře!“ z února 2019 podepsalo během dvou týdnů přes 3000 lidí, včetně některých známých osobností (např. Jan Rejžek, Vojtěch Klimt, Martin Dorazín, Vladimír Mišík, Michal Prokop, Slávek Janoušek, Miroslav Wanek, Michal Němec, Norbi Kovács, Hana Lundiaková, Milan Ohnisko, Heřman Chromý a Jiří Pallas). 
Český rozhlas vzápětí začal s Jiřím Černým jednat o další spolupráci, a od dubna 2019 až do června 2022 připravoval Jiří Černý jednou měsíčně nedělní vysílání hudebního pořadu Sedmé nebe.
6. listopadu 2019 bylo Černému uděleno čestné občanství Prahy 7 za trvalý přínos městské části Praha 7, v níž žil od roku 1972. Dalšími čestnými občany se toho dne stali i Vladimír Mišík, básník Karel Šiktanc a výtvarnice Martina Špinková.

### Po roce 2020
V roce 2020 byl v rámci Cen Anděl uveden do Síně slávy Akademie populární hudby jako vůbec první nehudebník v historii.
V témže roce o něm ČT art uvedla dokument Zdeňka Gawlika Když se řekne Jiří Černý, názvem upomínající na stejnojmenný sborník z roku 1986.
Nadále pokračoval ve svých poslechových pořadech, přestože jejich počet ubýval v návaznosti na jeho s věkem se zhoršující zdravotní stav a sníženou pohyblivost.
Vydavatelství Galén začalo v roce 2021 uvádět knižní vydání vzpomínek z rozhlasového Klubu osamělých srdcí seržanta Pepře.
Rovněž v roce 2021 udělila Společnost pro hudební výchovu České republiky Jiřímu Černému u příležitosti mezinárodní konference Hudební výchova pro třetí tisíciletí ocenění za celoživotní osvětovou a hudebně výchovnou činnost, která daleko překračuje hranice institucionalizované hudební výchovy školní. 
Sezónu 2021–2022 ukončil Jiří Černý rozhlasovým pořadem Sedmé nebe (12. června 2022, tématem byl Vladimír Mišík) a poslechovým pořadem Ro(c)kování v Praze U Kaštanu 13. června 2022, který z větší části věnoval nadcházejícím osmdesátým narozeninám Paula McCartneyho.
Následující sezónu však již z vážných zdravotních důvodů nezahájil a rovněž ukončil veškeré své veřejné působení. 
Poslední měsíce svého života strávil ve zdravotnických zařízeních. 
Zemřel 17. srpna 2023 v domově pro seniory v pražských Dejvicích.
Poslední rozloučení se konalo 24. srpna 2023 v pražském kostele Nejsvětějšího Salvátora. Ekumenický obřad vedli katolický kněz Tomáš Halík a evangelický farář Miloš Rejchrt, který kázal na text ze 14. kapitoly knihy Zjevení.

## Publikace
- Jiří Černý, Zpěváci bez konzervatoře, Československý spisovatel 1966
- Jiří Černý, Miroslava Černá, Poplach kolem Beatles, Panton 1966
- Jiří Černý, Miroslava Černá, Hvězdy světových mikrofonů, Svoboda 1969
- Jiří Černý, Miroslava Filipová-Černá, Hvězdy tehdejších hitparád, Panton 1989 (roku 1995 byla M. Filipová-Černá určena za spoluautorku soudním rozhodnutím)
- Jiří Černý, Načerno v Českém rozhlasu, Torst 2000
- Jiří Černý, Určitá míra facky, Galén 2010 (výběr novinových komentářů 2001–2008)
- Jiří Černý, Jiří Černý na bílém, Galén 2014–2020 (šestidílný souhrn hudebně-publicistických článků: 1. díl 1956–1969, 2. díl 1970–1979, 3. díl 1980–1989, 4. díl 1990–1994, 5. díl 1995–1999, 6. díl 2000–2020)
- Jiří Černý, Napřeskáčku: Nejen hudební vzpomínky z Klubu osamělých srdcí seržanta Pepře, Galén 2021–2023 (několikadílný souhrn osobních vzpomínek s nejen hudební tematikou: 1. díl 2005–2009, 2. díl 2010–2014, 3. díl 2015–2016, 4. díl 2017–2018)